# Siona

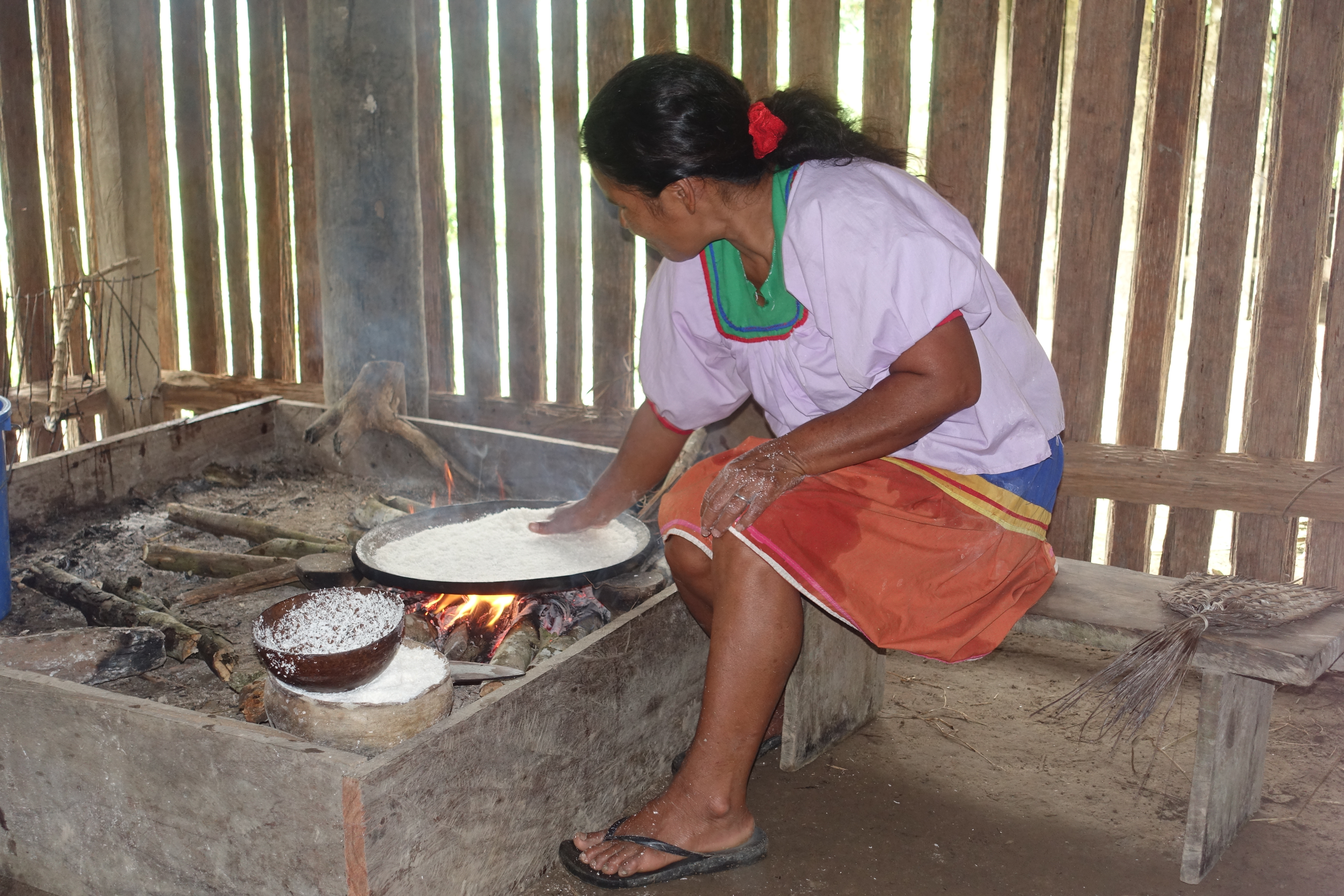
Touristenattraktion: Siona bei der Herstellung von Fladen aus frisch gemahlenem Maniok

Die Siona (auch bekannt als Sioni, Pioje und Pioche-Sioni) sind ein kleines indigenes Volk der südamerikanischen Indianer des Kulturareales „Anden-Ostrand“, die beiderseits des Putumayo-Flusses leben. Sie wohnen mit insgesamt rund 500 Personen im Department Putumayo in Kolumbien und der Provinz Sucumbíos in Ecuador. Ihr traditionelles Territorium erstreckt sich entlang der Regenwald-Flüsse Putumayo in Kolumbien sowie Río Shushufindi und Aguarico in Ecuador; hier insbesondere am Nebenfluss Cuyabeno in einem eigenen Sektor des gleichnamigen Wildtier-Reservates. Einen Teil ihrer Wohngebiete teilen sie seit langem mit den Secoya, deren Sprache (West-Tucano-Sprachfamilie) nur geringfügig anders ist. Die kulturellen Traditionen beider Völker weisen hingegen deutliche Unterschiede auf. Dennoch haben einige eine gemeinsame Gruppe gebildet, die als Siona-Secoya bezeichnet wird.

## Geschichte
Die Vorfahren der Siona kamen vor Jahrhunderten aus dem Osten ins Gebiet des Putumayo-Flusses, den sie „Fluss des wilden Zuckerrohrs“ nennen. Seit dem ausgehenden 19. Jahrhundert führten drei aufeinanderfolgende Entwicklungen zu einer Dezimierung der Bevölkerung und einer Verkleinerung ihres Territoriums: Zuerst der Kautschukboom, dann seit 1963 die Ölförderung in Sucumbíos (die zur Ölkatastrophe im nördlichen Amazonastiefland Ecuadors geführt hat) und schließlich die Kolonisation für den illegalen Anbau von Coca.

## Substistenz

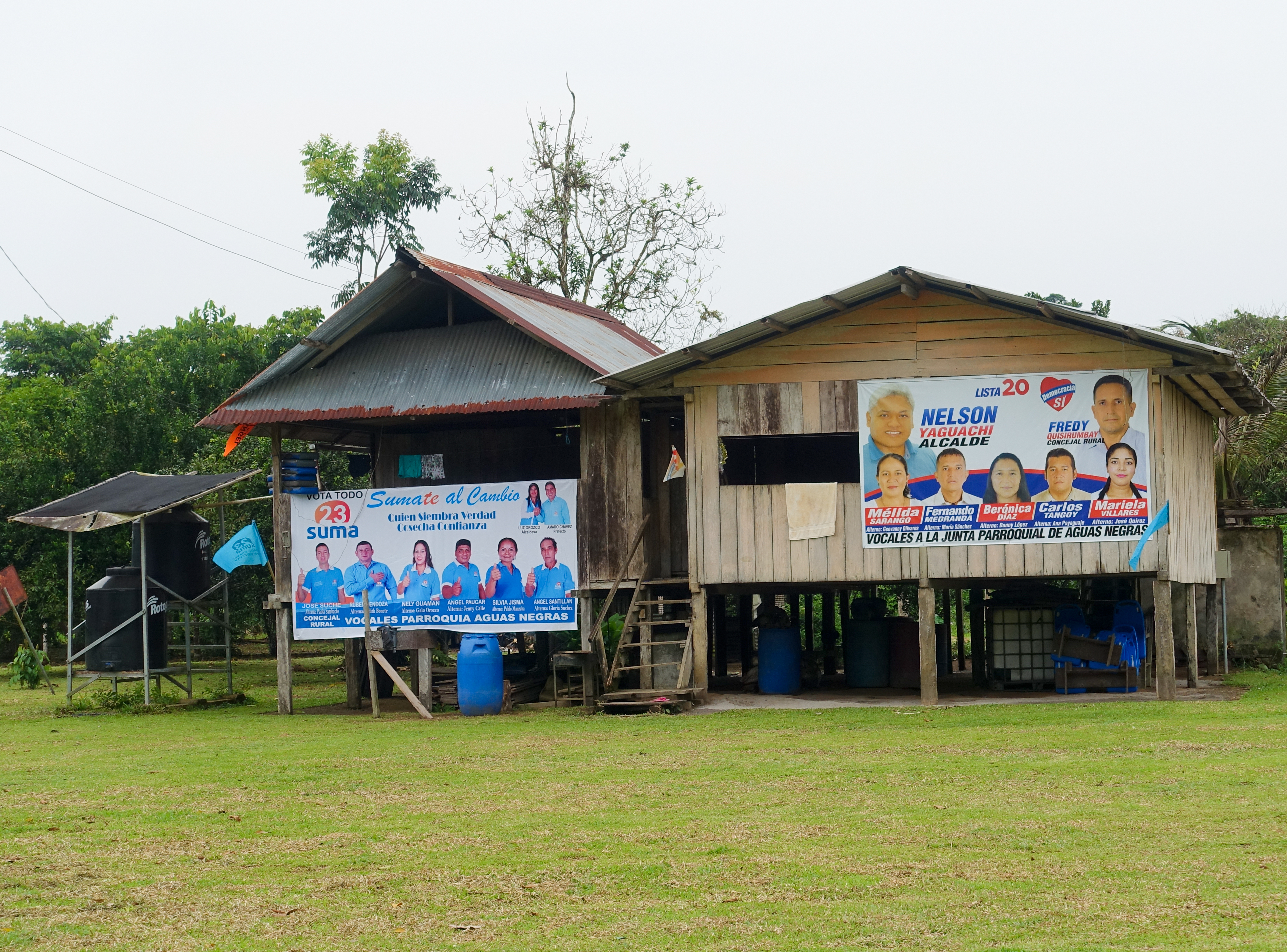
Die Siedlungen der Siona in Cuyabeno sind nur mit dem Motorboot zu erreichen. Der zunehmende Kontakt mit Touristen und Funktionären verändert die Kultur: Beispiel Bolzplatz, Versammlungshaus und Wahlwerbung im Dorf San Victoriano

Die Siona leben in erster Linie von traditioneller Landwirtschaft, das heißt vom gärtnerischen Anbau tropischer Feldfrüchte, ergänzt durch Fischfang und in geringem Maß durch die Jagd und das Sammeln von Wildfrüchten. Der Kontakt zur Globalkultur hat einiges verändert: Während früher vor allem Maniok, Bananen, Ananas und Chonta angebaut wurden, sind heute auch Mais und Orangen dabei. In den Dörfern werden Hühner und Schweine gehalten und für die Jagd wird neben dem Blasrohr heute auch das Gewehr verwendet.
Zudem hat der wachsende Naturtourismus im Cuyabeno-Reservat seit den 1990er Jahren – von dem die Siona aufgrund der Nähe zu den meisten Touristen-Lodges stärker profitieren als die anderen Ethnien im Reservat – bei einigen Familien zu einer Abkehr von der ursprünglich reinen Subsistenzwirtschaft geführt: Durch den marktwirtschaftlichen Verkauf von Bananen sowie im Tourismus von Kunsthandwerk oder mit der Vorführung traditioneller Techniken wird etwas Geld verdient, mit dem moderne Konsumbedürfnisse befriedigt werden und moderne Technologien Einzug halten. So haben Kunststoffkanus mit Außenborder, gekaufte Hängematten, Körbe und Töpfe die traditionellen Einbäume, Produkte aus Palmfasern und selbst hergestellte Keramik in einigen Dörfern bereits weitgehend verdrängt. Etliche junge Siona suchen ihr Glück in der Stadt.

## Kultur und Religion
Traditionelle Siona legen besonderen Wert auf ihr Aussehen, was sich insbesondere in der Haartracht, in typischer Körperbemalung und Schmuck äußert: So verwenden sie Ohrringe, Armbänder und etwa 80 Halsketten, unter denen sich 32 Jaguar-Stoßzähne befinden. Bei den Menschen, die regelmäßigen Kontakt zur „Außenwelt“ haben, setzt sich jedoch immer häufiger die ecuadorianische Mainstream-Mode durch.
In den 1960er Jahren lebten evangelikale Missionare des US-amerikanischen Summer Institute of Linguistics unter den Siona, so dass die meisten von ihnen zumindest „äußerlich“ den protestantischen Glauben angenommen haben. Nach den laufenden Erhebungen des evangelikal-fundamentalistisch ausgerichteten Bekehrungsnetzwerkes Joshua Project bekennen sich heute noch knapp 40 % der Siona zu ihrem mündlich überlieferten Glauben. Die ungebrochene Bedeutung der traditionellen religiösen Vorstellungen wird durch die Existenz des Curac genannten Medizinmannes belegt, der nach wie vor eine wichtige Rolle im Leben der Gemeinschaft spielt. Durch den rituellen Konsum der Pflanzendroge Ayahuasca stellt er den Kontakt mit den fünf Ebenen des Universums und ihren Ausdrucksformen her: Gesundheit, Jagd, Fischerei, menschlicher Lebenszyklus, Ehe und Sicherheit der Gemeinschaft: Sie alle hängen von den Beziehungen zu den verschiedenen Geistwesen ab, die diese Ebenen bewohnen.